# 布萊恩·多傑爾
詹姆斯·布萊恩·多傑爾（英語：James Brian Dozier，1987年5月15日—），為美國職棒大聯盟的二壘手，生涯曾效力過雙城、道奇、國民和大都會等隊。他在2009年大聯盟第8輪被雙城隊選中，2015年入選明星賽，2017年拿下金手套獎。

## 職業生涯

### 明尼蘇達雙城
2009年美國職棒大聯盟選秀，雙城隊在第8輪選進多傑爾。2012年5月，多傑爾頂替賈斯汀·摩爾諾而登上大聯盟。5月13日，他敲出大聯盟首轟。整年他的打擊率為2成34，並敲出6轟。隔年他的打擊率為2成44。
2014年4月，多傑爾單月跑回25分，刷新雙城隊史紀錄。儘管這年他沒入選明星賽，他依舊獲邀參加全壘打大賽。8月20日，他成功達成單季20轟與20盜壘的雙20成就。這年他跑回112分，但守備上也發生聯盟二壘手最多的15次失誤。
2015年，多傑爾替補入選明星賽。他在8局上代打敲出全壘打，成為第16位明星賽首打席開轟的球員。該年他的打擊率為2成36，並敲出28轟，但也吞下生涯新高的148次三振。而他也在金手套獎票選上拿下第三名，僅次於荷西·奧圖維和伊恩·金斯勒。
2016年9月12日，多傑爾成為美聯首位達標單季40轟的二壘手。最後他擊出42轟，拉打率56.4%為大聯盟最高。
2018年，多傑爾開季寫下連18場比賽敲安的隊史紀錄。7月15日，他敲出生涯首發再見滿貫砲。他也成為史上第二位在雙城主場標靶球場敲出2支滿貫砲以上的球員。該年他的打擊率為2成27，並敲出16轟。

### 洛杉磯道奇
2018年7月31日，雙城將多傑爾交易到道奇，換來Logan Forsythe、Devin Smeltzer與Luke Raley。該年他出賽47場比賽，打擊率僅1成82，並敲出5轟與20分打點。因此他在季後賽多半擔任代打。

### 華盛頓國民
2019年1月13日，多傑爾和國民隊簽下1年合約。該年他的打擊率為2成38，並敲出20轟與50分打點。防守方面，他的DRS為-5分，為國聯二壘手最低。國民隊最終拿下外卡席次，並一路闖進世界大賽，最終拿下冠軍。

### 聖地牙哥教士
2020年2月23日，多傑爾和教士隊簽下小聯盟約，並受邀參加春訓。7月11日，教士隊將他釋出。

### 紐約大都會
2020年7月22日，多傑爾以小聯盟約加盟大都會。7月30日，他入選球隊的40人名單。不過他在8月16日遭到指定讓渡，23日被球隊釋出。
2021年2月18日，多傑爾宣布退休，結束9年大聯盟生涯。

## 生涯打擊成績
| 出賽次數 | 打席 | 打數 | 得分 | 安打 | 二安 | 三安 | 全壘打 | 打點 | 盜壘 | 保送 | 三振 | 打擊率 | 上壘率 | 長打率 | OPS  |
| -------- | ---- | ---- | ---- | ---- | ---- | ---- | ------ | ---- | ---- | ---- | ---- | ------ | ------ | ------ | ---- |
| 1144     | 4900 | 4316 | 664  | 1055 | 231  | 21   | 192    | 561  | 105  | 488  | 973  | .244   | .325   | .441   | .767 |

## 個人生活
多傑爾目前已婚，是一名基督徒。

## 外部連結
- 球員資訊和成績在MLB ，ESPN ，Retrosheet ，Baseball Reference ，Baseball Reference (Minors) ，Fangraphs ，The Baseball Cube （英文）
- 布萊恩·多傑爾在台灣棒球維基館上的頁面（繁體中文）
- 布萊恩·多傑爾的X（前Twitter）